# Afaka

Les syllabes afaka sikifi en Afaka.

Syllabaire de 56 signes inventé par Afaka Atumisi (ou Atoemoesi), un Djuka (membre d'une communauté d'esclaves échappés au Surinam) pour transcrire la langue ndyuka. Cette écriture lui serait apparue en songe en 1910 lors du passage de la comète de Halley. 
Nommée aussi écriture Djuka ou paramaribo, cette écriture viendrait en fait du Liberia.